# Nuit Incolore
Nuit Incolore, de son vrai nom Théo Marclay, est un chanteur et compositeur suisse, né en 2001 au Vietnam.

## Biographie

### Enfance et études
Théo Marclay, plus connu sous son nom de scène Nuit Incolore, est né au Vietnam, pays dans lequel il est adopté, à Hô Chi Minh-Ville, à l'âge de cinq mois par un couple suisse. Il grandit à Fully dans le canton du Valais, et est baigné dans la musique, ses parents étant gérants d'un magasin de musique à Martigny. Durant son enfance, il est stigmatisé pour son origine nationale.
Il commence le piano au conservatoire à l'âge de sept ans ; il y restera plus de dix ans. Il fait sa scolarité au lycée-collège de l'Abbaye de Saint-Maurice. En marge de ses études de français et de musicologie à l'Université de Fribourg, il écrit des textes qu'il va petit à petit mettre en musique.

### Début de carrière
Le confinement en 2020 lié à la pandémie de Covid-19 est un élément déclencheur pour le jeune artiste alors âgé de 19 ans. Confiné dans sa chambre d'étudiant de 15 m2, il est seul face à ses démons. Il commence alors à écrire des textes dans le but d'extérioriser ses pensées noires puis les met en musique et les poste sur les réseaux sociaux. Il compose majoritairement la nuit de 22 h à 4 h du matin, ce qui l’incitera à choisir ce nom de scène, composant ses musiques la nuit au cours de ses nuits blanches.
Il connaît un certain succès sur les réseaux sociaux, notamment avec les clips Je, Asian Flush ou encore Escargot qu'il a lui-même réalisé.

### Label et premiers concerts
En juillet 2021, il signe avec le label Cinq7 ce qui lui permet de gagner en visibilité en lui offrant notamment la chance de se produire sur scène. Il est invité à la Japan Expo du 18 au 20 février 2022 à Marseille, ce qui lui permet de chanter face à 2 000 personnes et faire ses premières dédicaces. Le bon déroulement de cette première scène lui permet d'être invité à la Japan Expo de Paris en juillet 2022.
Son premier « vrai » concert se déroule aux Étoiles à Paris le 7 octobre 2022. Il effectue par la suite une tournée en 2023 en Belgique, en France et en Suisse.

### Influence et manga musical
Nuit Incolore s'inspire de l'univers du studio Ghibli et notamment des musiques de Joe Hisaishi pour ses créations musicales. Il déclare également se retrouver dans les textes de Charles Aznavour, qu'il trouve extrêmement bien écrits, mais aussi dans ceux de Tsew the Kid. Il apprécie aussi les films d'Hitchcock, dont il a analysé les mouvements de caméra, ainsi que l'univers de Tim Burton.
Nuit Incolore publie en 2022 deux albums concepts : Histoire de Nuit et Histoire de Nuit 2. Ce sont des mangas musicaux qui retracent sa propre histoire de manière romancée. Les deux EP sont rythmés par des interludes qui nous plongent dans l'histoire.

### Insomnia
L'EP Insomnia sort le 7 avril 2023. Nuit incolore y raconte le mal-être dû à son adoption notamment dans les chansons Loin et Dépassé. Dans ces dernières, il s'interroge sur sa propre existence et ses racines dans un voyage introspectif,.

### Télévision
Nuit Incolore fait sa première apparition le 3 octobre 2022 à la télévision sur France 4 dans l'émission Culturebox présentée par Daphné Bürki et Raphäl Yem. Il passe également sur le plateau du Journal de Canal 9 le 17 avril 2023.
Son single Dépassé est sélectionné pour l'émission La chanson de l'année 2023 sur TF1,. Il atteint le top 1 Shazam France le 17 avril 2023, devient single de platine la même année et compte plus de 30 millions de streams sur les plateformes début septembre 2023.
Le 10 novembre 2023, Nuit incolore gagne un NRJ Music Awards grâce à son titre Dépassé dans la catégorie Révélation francophone de l'année, et devient le premier Suisse à être récompensé depuis la création de la cérémonie. 
Début 2024, Dépassé devient single de diamant en France.

## Discographie

### Singles
- Asian Flush (2020)
- Je (2020)
- Pleurs du soir (2020)
- Plume filante (2021)
- Hors de moi (2021)
- Astre noir (2021)
- Dépassé (2022)
- Crush (2022)
- Je me déteste (2024)
- J'entends (avec Younss, 2024)
- Rendez-vous (avec KYO, 2024)
- On s'écrira (avec Loïc Nottet, 2024)
- Adieux (2024)
- Enfant de nulle part (2024)
- Bêtes noires (avec Tsew The kid, 2024)
- Je cours (avec Kyo, 2024)

## Récompenses et nominations
| Année | Cérémonie               | Travail nommé | Catégorie                         | Résultat   |
| ----- | ----------------------- | ------------- | --------------------------------- | ---------- |
| 2023  | La Chanson de l'année   | Dépassé       | Chanson de l'année                | Nomination |
| 2023  | NRJ Music Awards        | Nuit Incolore | Révélation francophone de l'année | Lauréat    |
| 2023  | W9 d'Or                 | Nuit Incolore | Révélation masculine de l'année   | Lauréat    |
| 2024  | Aficia Music Awards     | Nuit Incolore | Artiste pop masculin              | Nomination |
| 2024  | Purecharts Awards       | Nuit Incolore | Révélation de l'année             | Lauréat    |
| 2024  | Purecharts Awards       | Dépassé       | Chanson francophone de l'année    | Nomination |
| 2024  | Victoires de la musique | Nuit Incolore | Révélation masculine              | Nomination |